# Аллея Котельникова
Аллея Коте́льникова — аллея в Приморском районе Санкт-Петербурга. Проходит от Коломяжского проспекта до площади Льва Мациевича и Серебристого бульвара.

## Название
Аллея получила название 2 ноября 1973 года в честь Глеба Евгеньевича Котельникова — изобретателя ранцевого парашюта. Название связано с тем, что на Комендантском аэродроме 24 сентября (7 октября) 1910 произошла гибель Льва Мациевича, которая стала толчком к изобретению парашюта Глебом Котельниковым. Название связано с другими топонимами этой части города: улица заканчивается площадью Льва Мациевича и идёт параллельно Парашютной улице.

## Транспорт
Ближайшая станция метро — «Пионерская».
А также по проспекту Королёва проходят троллейбусы № 25 и 50, автобусы № 79, 134А, 134Б, 170, 184, 202, 227, 237. По Коломяжскому проспекту проходят автобусы № 9, 127, 134А, 134Б, 135, 171, 172, 235, 279.

## Объекты
Всего на аллее 8 домов: № 1, № 2, № 3 к. 1, № 4 к. 1, № 5 к. 1, № 5 к. 2, № 6 к. 1, № 6 к. 2. В советское время улица была застроена многоквартирными жилыми зданиями 600 проекта (кораблями), тогда же по адресу дом № 5 к. 2 было построено здание детского сада, в котором по состоянию на конец 2011 года размещён детский сад № 5, а на другой стороне улицы по адресу дом № 6 к. 2 находится детский сад № 45. Чётная сторона улицы относится к территории квартала 9В Комендантского аэродрома (ограничен аллей Котельникова, Коломяжским проспектом, Серебристым бульваром и проспектом Королёва).
В 1983—1989 годах были построены два угловых кирпичных здания, выходящие на Коломяжский проспект (дом 1 и дом 2). Проект создан коллективом архитекторов (В. Н. Щербин, С. П. Шмаков, А. А. Овсянникова, Н. Ф. Никитин, В. В. Мелякова). К дому № 2 был пристроен детский сад, который в 2000-х был перепрофилирован под нужды районной администрации. В пристройке дома № 1 размещён детский дом № 6 — специальный (коррекционный) детский сад для детей с отклонениями в развитии. Жители этих 16-этажных зданий заявляли в СМИ о толчках в связи со взрывами лета 2011 года.
В доме № 2 в 2010 году был открыт один из первых многофункциональных центров районной администрации, который в том числе включал в себя собес и ЗАГС. Позже сеть таких комплексных учреждений была существенно расширена.
На середине бульвара в месте примыкания к Коломяжскому проспекту расположено четырёхэтажное здание современной архитектуры.
Назначение здания остаётся неизвестным, адрес на здании не указан, региональная геоинформационная система Санкт-Петербурга сведениями о здании не располагает.

## Происшествия

Дом по аллее Котельникова, 5 после взрыва 27 июня 2003 года

За время существования аллеи Котельникова происшествия в домах этой улицы неоднократно попадали в сводки новостей. Самыми резонансными стали:
- 15 апреля 2003 года произошло падение трёхтонного тридцатипятиметрового крана на дом № 3. В результате погибла 56-летняя крановщица, которая имела 37-летний опыт работы. Зданию были причинены незначительные разрушения, кран, упав на угол дома на уровне седьмого этажа, не задел даже стёкол[9][10]. Этот случай стал одним из пяти, произошедших в течение 2002—2004 годов. После этого по поручению губернатора Петербурга Валентины Матвиенко вице-губернаторы Андрей Черненко и Александр Вахмистров провели совещание по проблеме падений башенных кранов на строительных площадках города[11][12].
- 27 июня 2003 года в 5:30 по адресу Котельникова, 5, на втором этаже, в квартире 220 произошёл взрыв, пострадал один человек. В результате в 220 квартире были уничтожены межкомнатные перегородки и повреждены межэтажные перекрытия. К тому же пять квартир потеряли наружные стены[13]. В качестве причины происшествия назывался взрыв газо-воздушной смеси. Была угроза обрушения здания, специалисты предложили восстановить наружную стену с помощью кирпичной кладки[14]. Власти первоначально заделали брешь в фасаде здания досками и предложили жильцам взять на себя расходы по ремонту наружной стены[15].

## Пересечения
- Коломяжский проспект
- площадь Льва Мациевича